# Swinomish
Die Swinomish sind ein im US-Bundesstaat Washington lebender indianischer Stamm. Ihr ursprüngliches Wohngebiet lag an der Mündung des Skagit Rivers und auf dem nördlichen Teil von Whidbey Island. Heute setzt sich der Stamm aus Nachkommen der Samish, Kikyalus, Lower Skagit und des eigenen Stammes zusammen. Sein Reservat liegt rund 100 Kilometer nördlich von Seattle und umfasst knapp 32 km². Bei der Überquerung der Brücken nach Whidbey Island passiert man die Nordgrenze des Reservats. Im Jahr 2000 wies es 2.664 Einwohner auf, von denen allerdings mehr als drei Viertel nicht zum Stamm gehörten.
Die Swinomish sprechen einen Dialekt der südwestlichen Küsten-Salish, das Lushootseed.

## Geschichte
Wie alle Küsten-Salish führten auch die Swinomish saisonale Wanderungen in Abhängigkeit von Lachs, Wild und Vegetationszyklen durch. Diese führten dazu, dass nur im Winter feste Häuser bezogen wurden, die als Plankenhäuser bekannt sind. Mit ihren Kanus betrieben sie Handel entlang der Küsten, über diesen Handel schleppten sie aber auch europäische Krankheiten wie zum Beispiel die Pocken ein.
Wie ihre Nachbarn am Puget Sound und der Juan-de-Fuca-Straße hielten die Swinomish weiße und schwarzbraune Hunde als Wolllieferanten, die hier sogar separat von den anderen Hunden auf einer Insel gehalten wurden. Sie entwickelten Webrahmen und eine eigene Webtechnik spätestens zwischen 800 und 1500 n. Chr. Auch in der Mythologie spielt der Hund eine bedeutende Rolle. Dabei wurde aus dem Hund eines Häuptlingssohns und Schamanen durch spirituelle Verwandlung die Mutter des Volkes, das wiederum durch das Aussäen von Steinen auf die Erde entstand.
Das Gebiet der Swinomish, die die Europäer zu den Lower Skagit rechneten, umfasste die Mündung des Skagit und den mittleren und nördlichen Teil von Whidbey Island. Dazu kam der Osten von Fidalgo Island und das Festland um Swinomish Slough, möglicherweise auch Camano Island als Gebiet der Lower Skagit, wohl der Snohomish. Alle Inseln in der Similk Bay und der Skagit Bay gehörten zum traditionellen Gebiet der Swinomish, einschließlich Hope, Skagit, Kiket, Goat und Ika, dazu Smith Island vor der Westküste von Whidbey Island sowie Hat Island in der Padilla Bay. Eine Art Pufferzone zu den Lower Skagit bildeten die im Delta und im Mündungsgebiet des Skagit lebenden Squinomish.

### Europäer
Mit der Ankunft der Europäer brach die Wollproduktion, die gegen die maschinengewebten Stoffe nicht ankam, zusammen. Damit verschwand auch eines der für den weiträumigen Handel wichtigen Produkte.
Whidbey Island wurde von George Vancouver nach Joseph Whidbey benannt, der als Erster Whidbey und Camano Island besuchte. Er berichtete Vancouver über die Bewohner der Penn Cove: „An jedem Punkt des Hafens … war ein verlassenes Dorf; in einem von ihnen fanden wir mehrere Grabstätten, genau wie ein Schilderhaus (sentry box)“. Vancouver schätzte, dass die Zahl der Bewohner dieser Insel die Gesamtzahl aller bisher gesichteten Bewohner überstieg. Der Rest des Puget Sounds war bei weitem nicht so dicht bevölkert. Wahrscheinlich hatte die Insel weit mehr als 1.500 Einwohner.
1844 berichtete Pater Blanchet, der als katholischer Missionar in der Gegend reiste, von Kartoffelanbau, den die Bewohner der Insel von den Europäern übernommen hatten. Er traf in Penn Cove den Skagit-Häuptling Snakelum. 1845 bestätigte Charles Wilkes im Rahmen einer US-Forschungsexpedition die große Zahl an Einwohnern, ebenso wie den Kartoffelanbau auf 3 bis 4 Acre, und den von Bohnen. Dazu kamen Camassia quamash und Adlerfarn (bracken fern). Außerdem beschreibt er eine Palisade gegen die aus dem Norden kommenden Sklavenjäger, wohl der Haida, Kwakwaka'wakw und Tlingit.

### Reservat
Mit dem Donation Land Law von 1850, mit dem jedem Neusiedler im Oregon-Territorium Land angeboten wurde, kamen Siedler ins Gebiet der Skagit bzw. Swinomish. Binnen drei Jahren war Zentral-Whidbey aufgeteilt. Einer der ersten Siedler nannte die Insel „beinahe ein Paradies der Natur“. Doch er fiel bereits 1857 einem der Überfälle der nördlichen Sklavenjäger zum Opfer – als Rache für die Tötung eines ihrer Häuptlinge.
Eine Reservation wurde im Vertrag von Point Elliott vom 22. Januar 1855 bestimmt. Im Vertrag findet sich als Name des signierenden Häuptlings den „sub-chief“ „S'kwai-kwi“, den man heute Squi Qui nennt, und der von 1816 bis etwa 1874 lebte. Um diese Zeit rechnete man nur noch mit rund 150 bis 200 Swinomish. Die Nordgrenze definierte eine Ausführungsverordnung (Executive Order) vom 9. September 1873. Es sollte von den Suiattle, Skagit und Kikiallus genutzt werden und ist als Swinomish Indian Tribal Community bekannt. Die Reservation liegt im Skagit County und umfasst etwa 16 km² auf einer Halbinsel der Fidalgo Island im Puget Sound bei der Stadt La Conner. 
1884 brannten Weiße ein Dorf mit acht großen Langhäusern der Sauk-Suiattle nieder. Viele von ihnen kamen daraufhin in das Swinomish-Reservat. Die Swinomish nutzten traditionell Muschelgärten zur Muschelzucht. 2022 errichtete der Swinomish-Stamm den ersten Muschelgarten in den Vereinigten Staaten seit 200 Jahren.

### Der Kampf um Anerkennung und Landrechte
1884 lebten drei Viertel der Reservatsbewohner von der Land- und der Holzwirtschaft, nur noch ein Viertel pflegte den traditionellen, auf Jagd und Sammeln basierenden Lebensstil. 1909 zählte man 268 Swinomish, 1937 waren es 285. 1985 zählte man wieder 624.
Bis 1934 verfolgte die Regierung ein Programm der Auflösung der Stämme in Individuen, dazu eine völlige Anpassung an den amerikanischen Lebensstil und die vorherrschende Kultur bis in die Sechzigerjahre. Das begann sich 1934 zu ändern. Der Stamm wurde unter dem Indian Reorganization Act organisiert. Die bundesstaatliche Satzung, die Verfassung und Stammesgesetze wurden vom Stamm 1935 angenommen und vom Innenminister 1936 genehmigt. Die Regierung besteht seither aus dem elfköpfigen Swinomish Indian Senat, dessen Mitglieder alle fünf Jahre gewählt werden.
Einen wichtigen Meilenstein bei der Wiederbelebung der Kultur der Swinomish stellte die Errichtung eines Stammeszentrums dar, das im August 1964 fertiggestellt wurde. Zudem bemühte man sich ab 1976 durch die Skagit System Cooperation um den Schutz und die Ausdehnung der Fischbestände. Dabei entstand eine besonders enge Zusammenarbeit mit den Skagit und den Sauk-Suiattle.
Am 6. Juli 1972 erhielten die Swinomish eine Entschädigung von 29.000 Dollar, weil der Vertrag von 1855 eine viel zu niedrige Kompensation für das aufgegebene Gebiet festgesetzt hatte. 1974 wurden den Swinomish durch das Boldt-Urteil ihre vertraglichen Fischereirechte zuerkannt – im Gegensatz zu den zu dieser Zeit noch nicht als Stamm anerkannten Samish, Duwamish, Snohomish und Steilacoom.

## Aktuelle Situation
Um 2000 gab es 778 eingeschriebene Stammesmitglieder und die indianische Bevölkerung in oder in der Nähe des Reservats betrug etwa 1.000 Personen, dazu kam eine große Zahl von Nicht-Indianern. Die indianischen Bewohnern betrachten sich als Nachkommen der Swinomish, aber auch der Skagit und der Samish. 
Das Reservat liegt auf einer kleinen Halbinsel am oberen Puget Sound. Die meisten Reservatsbewohner leben in einer kleinen Gemeinde am Swinomish Slough, einem schmalen Wasserlauf, der die östliche Grenze des Reservats bildet. Das Land ist teils in Treuhand, teils mit eingeschränktem Status ausgestattet. Andere Teile gehören dem Stamm oder sind von Nichtindianern gepachtet. Heute besitzt der Swinomish Tribe rund 4 % der Reservatsfläche und ca. 2.900 Acre des Wattgebiets. 50 % des Landes sind indianischer Individualbesitz, wovon wiederum 20 % an Nicht-Indianer verpachtet sind.
Einiges Land wurde gerodet und der Rest besteht aus Waldgebiet mit jüngerem Bewuchs. Der Stamm ist der wichtigste Arbeitgeber im Reservat und betreibt eine Fischzuchtanlage. Die größten Unternehmen sind ein Kasino, das Northern Lights Casino, eine Fischverarbeitung (einschließlich Kühlhaus) und ein eigenes Wasserwerk, dazu kommt eine Tankstelle. Eine Marina soll im Norden des Reservats, nahe dem Highway 20 gebaut werden.
Die Stammesverwaltung beschäftigt fast 100 Mitarbeiter (einschließlich der Sozialdienste und der Hausverwaltung). Das Northwest Indian College bietet Unterricht über Satellit und Internet für Stammesangehörige an, und der Stamm hat zusätzlich ein eigenes Ausbildungsprogramm. Gemeinsam mit den Upper Skagit wird ein Hospital und eine Zahnklinik für Stammesangehörige betrieben (Swinomish-Upper Skagit Health and Dental Clinic).
Neben kulturellen Aktivitäten (Gathering of Wisdom) nimmt der Stamm auch am Lachsrettungsprogramm am Skagit River teil. Ein Kulturzentrum und ein Museum sind noch in Planung. Inzwischen gibt es das Ebey's Landing National Historical Reserve, das sich neben der Naturgeschichte mit der archäologischen Erforschung befasst. Die größte Funddiche weist bisher die Penn Cove auf.
Schon 1901 und 1907 erkannte man drei Muschelberge (shell middens) und zwei Begräbnisstätten (cairn sites) auf der Insel. Doch erst Anfang der 50er Jahre führte Alan Bryan von der University of Washington erste archäologische Grabungen durch, Ende der 70er folgten Kampagnen im Penn Cove. Nach der Jahrtausendwende folgte eine Grabung am Oak Harbor. Inzwischen sind im Historical Resort 35 wichtige Stätten bekannt, davon 34 am Penn Cove. 1977 und 1980 erzwangen der geplante Bau einer Marina und der Ausbau einer Straße (State Route 20) Notgrabungen. Das trockenere Hinterland weist bisher wenige Funde auf, wurde aber auch bisher kaum erforscht. Zufallsfunde und private Sammlungen deuten dennoch auf intensive Nutzung hin.
Im Norden des Reservates liegt die BNSF Swinomish Channel Bridge, für die 1991 mit der Burlington Northern Railroad (heute: BNSF) ein Vertrag zum Eisenbahnwegerecht (easement agreement), mit einer Begrenzung auf maximal 25 Güterwagen pro Tag, geschlossen wurde. Da die BNSF Erdöl-Blockzüge mit bis zu 100 Kesselwagen über die Brücke zu den Raffinerien verkehren ließ, reichten die Swinomish vor dem zuständigen Bundesbezirksgerichts Klage ein und erhielten 2023 Recht.  2024 legte das Bundesbezirksgericht für die Vertragsverletzung eine Strafe von fast 400 Millionen Dollar fest.